# Guillaume Sanguin

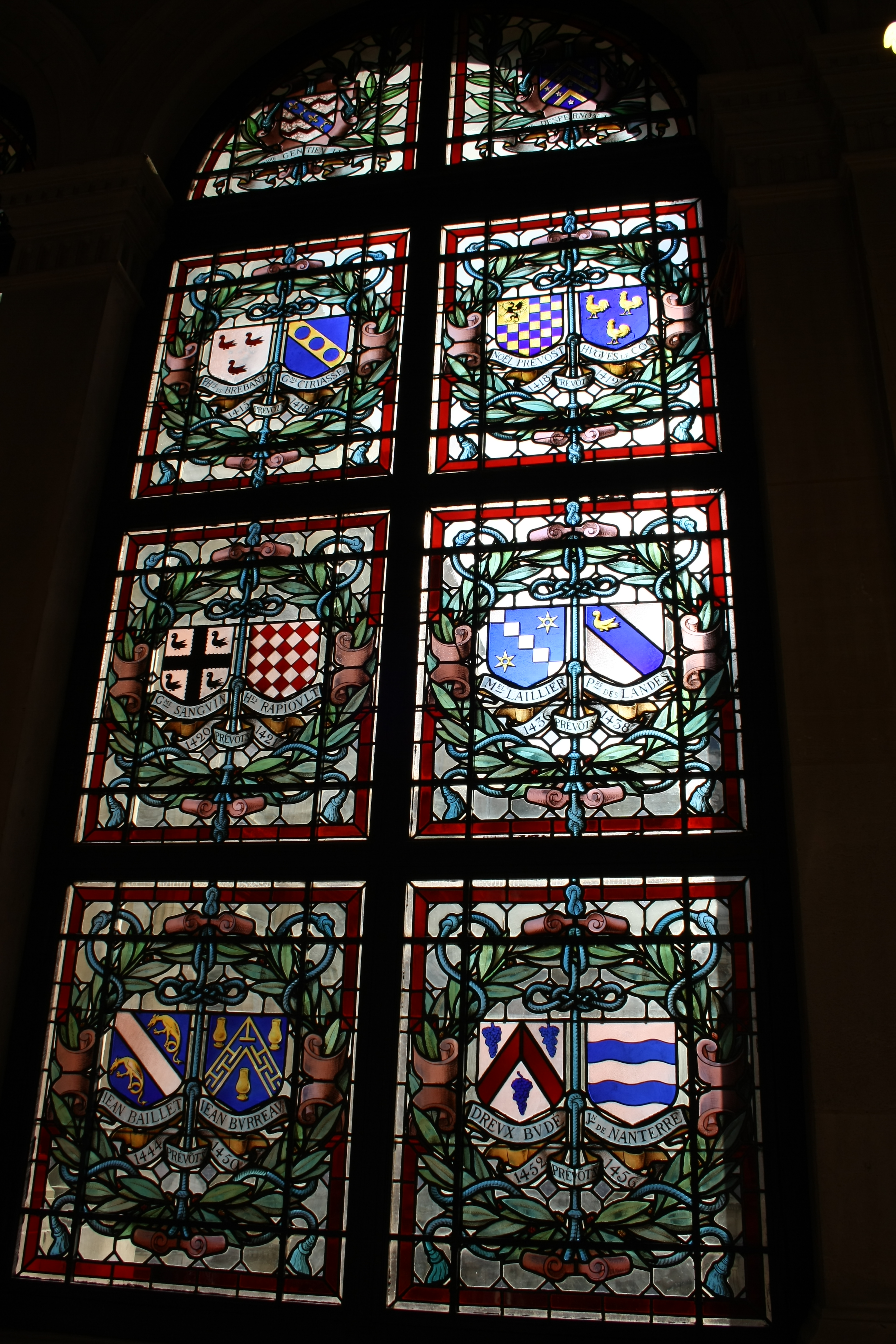
Armoiries de Guillaume Sanguin

Guillaume Sanguin II, né vers 1370, mort le 14 février 1442, est "l'un des plus riches bourgeois de Paris" de son époque. 

## Biographie
Il est le fils de Guillaume Sanguin I, qui était changeur et bourgeois de Paris. Son grand-père serait ainsi Jean Sanguin, marchand orfèvre et bourgeois de Paris.
Il fut anobli avec son frère et son beau-frère, par lettres du 22 décembre 1400, ce qui ne l'empêche pas de continuer son négoce. 
Il prend la qualité d'écuyer et d'échanson du roi Charles VI en 1412, et par le compte de Jean de Précy, il est dit qu'il servit dans l'armée que le duc de Bourgogne (Jean sans Peur) dressa pour aller devant Bourges, ayant en sa compagnie dix-neuf écuyers, qui furent reçus à Montereau le 24 mai 1412. Et le 28 juin suivant devant Dun-le-Roy, avec sept écuyers et quatre archers, il prit aussi la qualité de maître d'hôtel du duc de Bourgogne, auquel il prêta de grosses sommes d'argent.
Il fut également prévôt des Marchands de Paris de 1429 à 1431, et eut à soutenir l'assaut de Jeanne d'Arc le 8 septembre 1429, dans le cadre du siège de Paris.

## Propriétés
Il fait l'acquisition des terres de :
- Maffliers ;
- la "Mallemaison" (près de Festieux (02) ?) ;
- Béthémont ;
- Chauvry,
- d'Ormesson ;
- de Bomont, en Thierache (59) ;
- la vicomté de Neufchâtel-sur-Aisne ;
- En 1426, de Meudon (qui possédait alors un castel, à l'emplacement du futur château de Meudon) ;
- Rademont ;
- Croqueraine.

Et plusieurs autres (dont Sauré en Artois, Bréthencourt, Aires (Ardennes, canton d'Asfeld)), lesdites rentes qu'il donna à son fils en le mariant, et à ses petits-enfants par donation des 25 mars 1433 et 18 mai 1434. Il fit son testament en 1438 et aussi le 10 février 1440.

## Mort et postérité
Il mourut le 14 février 1441, et fut enterré à Paris, en la chapelle Saint-Michel de l'église des Saints-Innocents, qu'il avait fondée avec son frère, laissant la valeur de plus de 100 000 écus en meubles.
Après sa mort, il y eut plusieurs procès, du fait de son immense fortune, laquelle fut enfin adjugée à ses petits-enfants, en vertu des donations qu'il leur avait faites.  
On ne sait point s'il fut marié, mais il laissa deux enfants naturels de deux différentes mères : 
- Jean Sanguin (né vers 1392 - 13 novembre 1468 à Paris), dit "Bâtard de Sanguin". Celui-ci est l'ancêtre d'Antoine Sanguin de Meudon et d'Anne de Pisseleu.

- Perette Sanguin, (décédée dès le 6 juillet 1462), sa fille naturelle. Il la fit légitimer en 1428 par le roi d'Angleterre.